# バミューダ証券取引所
バミューダ証券取引所（バミューダしょうけんとりひきじょ、英語: Bermuda Stock Exchange、BSX）はバミューダ諸島の首都ハミルトン に所在する、証券取引所。1971年に設立された。2010年のミューチュアルファンドを含む時価総額は、3,190億ドル。
取扱商品は、株、債券、ミューチュアルファンド（ヘッジファンドを含む）、預託証券。
BSXは、オーストラリアの外国投資税制の下で、株式取引所の地位が承認されており、イギリスの金融サービス機構により、取引所の地位を獲得している。ISO 10383による、英数字4文字の市場識別コードは、XBDA。

## 上場証券
| 資産クラス                 | 上場銘柄数 | 比率  |
| -------------------------- | ---------- | ----- |
| 集合投資スキーム           | 322        | 39.9% |
| デリバティブ・ワラント     | 399        | 49.4% |
| 内国企業株                 | 11         | 1.4%  |
| 内国中小型株               | 4          | 0.5%  |
| 確定利付証券               | 10         | 1.2%  |
| 外国企業・重複上場         | 34         | 4.2%  |
| 保険リンク証券             | 17         | 2.1%  |
| 内国企業・メザニンファンド | 11         | 1.4%  |
| 合計                       | 808        | 100%  |